# Béal na mBláth
Béal na Blá (betekenis niet zeker), is een plaats nabij Macroom (Iers: Maigh Chromtha), in het westen van het Ierse graafschap Cork (Co. Corcaigh). ==

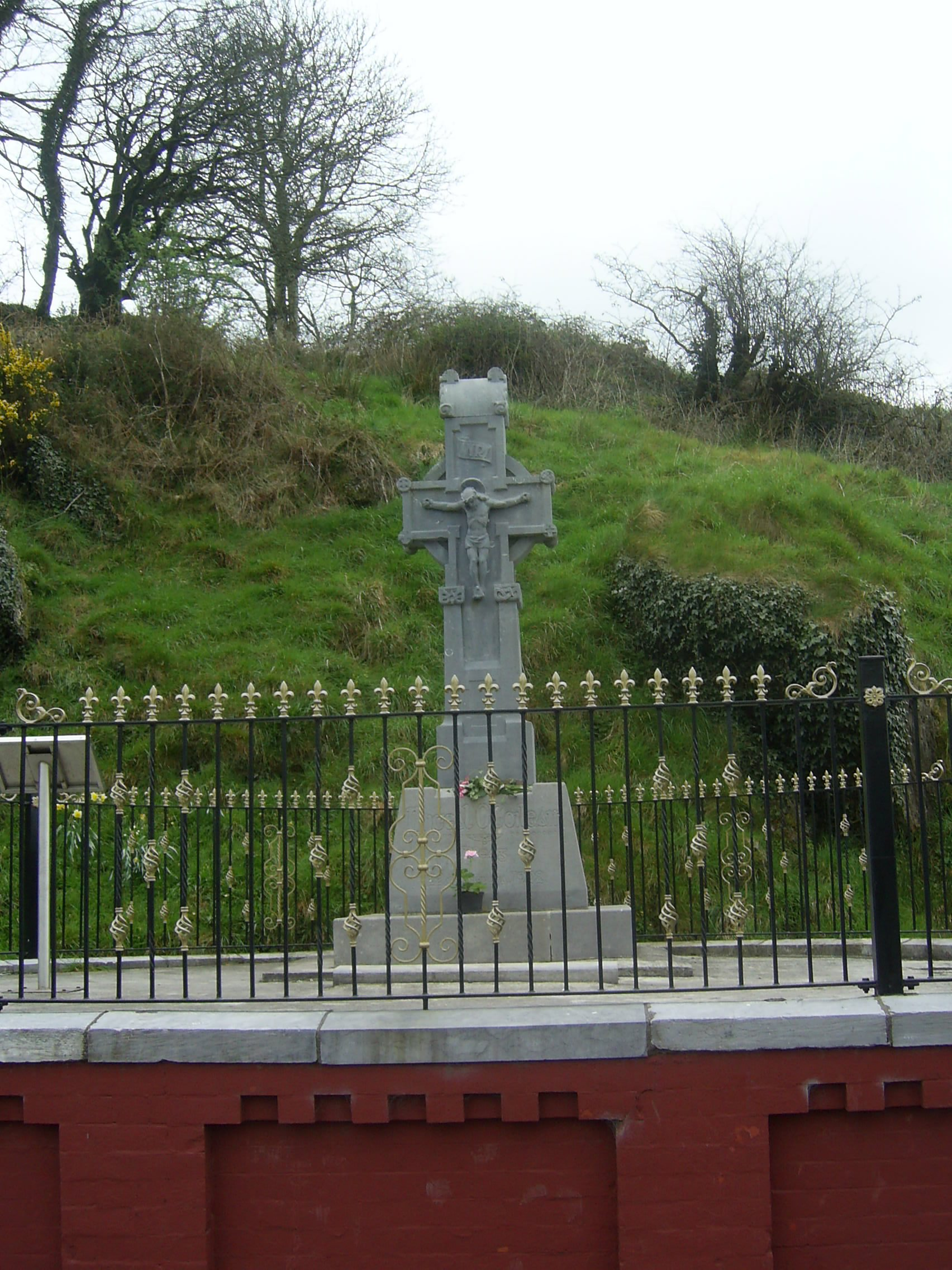
Het kruis aan de bocht in de weg gedenkt de plek waar Michael Collins, leider van het Iers Leger, in de zomer van 1922 omkwam in een hinderlaag.

Béal na Blá is vooral bekend als de plaats waar, tijdens de Ierse Burgeroorlog, op 22 augustus 1922 de Ierse leider Michael Collins (Mícheál Seán Ó Coileáin) in een hinderlaag werd doodgeschoten.
Elk jaar wordt er, op de zondag het dichtst bij de verjaardag van de dood van Collins, een herdenkingsplechtigheid gehouden. De leider van Fine Gael woont die steeds bij, net als Collins' afstammelingen. In 1997 sprak Collins' neef er de rede uit. Ook het Ierse leger woont de plechtigheid bij.
Het monument is opgericht aan de R585, een weg die in het westen van Cork bekendstaat als de "Bantry Line", oorspronkelijk aangelegd als een hongerverlichtingsweg tijdens de Grote Hongersnood. Toen Collins werd neergeschoten was het nog een onverharde weg.
Een klein wit kruis duidt de plek aan waar hij viel, 5 m westelijk van het grijze verhoog. Eerder dan het huidige witte kruis, stond er daar een houten kruis, dat er al binnen enkele maanden na Collins' dood werd geplaatst.